# Corrida de São Silvestre de 1944
A Corrida de São Silvestre de 1944 foi a 20ª edição da prova de rua, realizada no dia 31 de dezembro de 1944, no centro da cidade de São Paulo, a largada aconteceu as 23h38m, a prova foi de organização da Cásper Líbero.
O vencedor foi Joaquim Gonçalves da Silva, da Força Policial com o tempo de 17m40, o primeiro tricampeão consecutivo.

## Percurso
Da Avenida 9 de Julho – Túnel 9 de Julho até o Clube de Regatas Tietê, com 5.500 metros.
- Participantes:1.225 atletas
- Chegada: 515 atletas atravessaram a linha de chegada 10 minutos após a passagem do campeão.[3]

## Resultados

#### Masculino
- 1º Joaquim Gonçalves da Silva (Brasil) - 17m40s